# بوئینگ ۲۷۰۷
بوئینگ ۲۷۰۷ (به انگلیسی: Boeing 2707) یک هواپیمای ساختِ کارخانهٔ هواپیماهای تجاری بوئینگ در کشور ایالات متحده آمریکا است.